# May McAvoy
May McAvoy (8 de setembre de 1899 – 26 d'abril de 1984) va ser una actriu americana que va actuar sobretot en l'època del cinema mut. Alguns dels seus papers més recordats són el de Esther a la versió de Ben-Hur de 1925, o Mary Dale a The Jazz Singer.

## Biografia
Va néixer a Nova York el 8 de setembre de 1899 en el si d'una família acomodada. Ben aviat es va interessar pel cinema participant ja el 1916 com a extra i com a model en anuncis de cinema. El 1917 apareixia en la pel·lícula Hate. Dos anys després ja apareixia com a actriu principal. El seu primer èxit va ser en la pel·lícula Sentimental Tommy (1921). El 1923 es va negar a protagonitzar Adam's Rib de Cecil B. de Mille, ja que en una escena havia de vestir molt lleugera de roba com a troglodita. A conseqüència d'això, els papers que li oferia la Paramount eran pitjors i més escassos per lo que va decidir pagar la seva renúncia i es va establir com a freelance escollint els papers que li interessaven.
El 26 de juny de 1929 es va casar amb Maurice Cleary Later, administrador d'United Artists i va deixar de treballar. El 1940 es va divorciar i va tornar a treballar actuant en papers secundaris en pel·lícules de la MGM als anys 40 i 50, la seva darrera pel·lícula va ser a la nova versió de Ben Hur del 1959 on apareixia fugaçment. Va morir el 26 d'abril de 1984 dels efectes patits per un atac de cor que havia patit uns mesos abans.

## Filmografia
- Hate (1917)
- To Hell with the Kaiser! (1918)
- A Perfect Lady (1918)
- I'll Say So (1918)
- Mrs. Wiggs of the Cabbage Patch (1919)
- The Woman Under Oath (1919)
- The Way of a Woman (1919)
- Love Wins (1920)
- My Husband's Other Wife (1920)
- The Sporting Duchess (1920)
- Man and His Woman (1920)
- The House of the Tolling Bell (1920)
- The Forbidden Valley (1920)
- The Devil's Garden (1920)
- The Truth About Husbands (1920)
- Sentimental Tommy (1921)
- A Private Scandal (1921)
- Everything for Sale (1921)
- Morals (1921)
- A Virginia Courtship (1922)
- A Homespun Vamp (1922)
- Through a Glass Window (1922)
- The Top of New York (1922)
- Clarence (1922)
- Kick In (1922)
- Grumpy (1923)
- Only 38 (1923)
- Her Reputation (1923)
- West of the Water Tower (1923)
- The Enchanted Cottage (1924)
- The Bedroom Window (1924)
- Tarnish (1924)
- Three Women (1924)
- Married Flirts (1924, cameo)
- The Mad Whirl (1925)
- Tessie (1925)
- Lady Windermere's Fan (1925)
- Ben-Hur (1925)
- Calf-Love (1926)
- The Road to Glory (1926)
- My Old Dutch (1926)
- The Passionate Quest (1926)
- The Savage (1926)
- The Fire Brigade (1926)
- Matinee Ladies (1927)
- Irish Hearts (1927)
- Slightly Used (1927)
- The Jazz Singer (1927)
- A Reno Divorce (1927)
- If I Were Single (1927)
- May McAvoy in Sunny California (1928)
- The Little Snob (1928)
- The Lion and the Mouse (1928)
- Caught in the Fog (1928)
- The Terror (1928)
- Stolen Kisses (1929)
- No Defense (1929)
- Two Girls on Broadway (1940)
- The New Pupil (1940)
- Hollywood: Style Center of the World (1940)
- Phantom Raiders (1940)
- Dulcy (1940)
- Third Finger, Left Hand (1940)
- Main Street on the March! (1941)
- 1-2-3 Go! (1941)
- Whispers (1941)
- The Getaway (1941)
- Ringside Maisie (1941)
- Born to Sing (1942)
- Kid Glove Killer (1942)
- Mr. Blabbermouth! (1942)
- Assignment in Brittany (1943)
- Movie Pests (1944)
- Week-End at the Waldorf (1945)
- Merton of the Movies (1947)
- Luxury Liner (1948)
- Mystery Street (1950)
- The Bad and the Beautiful (1952)
- Executive Suite (1954)
- Ransom! (1956)
- The Wings of Eagles (1957)
- Designing Woman (1957)
- Gun Glory (1957)